# Tanypus manilensis
Tanypus manilensis är en tvåvingeart som först beskrevs av Ignaz Rudolph Schiner 1868.  Tanypus manilensis ingår i släktet Tanypus och familjen fjädermyggor.
Artens utbredningsområde är Filippinerna. Inga underarter finns listade i Catalogue of Life.